# طيار بطل

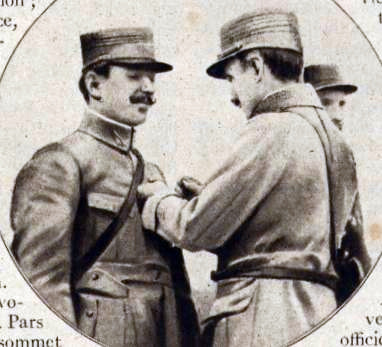

الطيار البطل هو طيار عسكري في سجله 5 عمليات إسقاط طائرات أو أكثر. ولكن هذه الأرقام لا تاخذ بعين الاعتبار الانتصارات «الجائزة» (إسقاط الطائرة لم يتم مشاهدته من قبل أحد آخر خلاف الطيار)، أو انصاف الإسقاطات. ويمكن تمييز مصطلح خمسة في يوم للدلالة على من يسقط أكثر من 4 طائرات في يوم واحد.

## قوائم الطيارون الأبطال
في القوائم التالية أسماء الطيارين الابطال الخمسة الأوائل في كل نزاع ودولة. القوائم الكاملة في المقالات المرتبطة بها.
- تشير «غم» إلى «غير مدققة».

## طيارون ابطال من الحرب العالمية الأولى (1914-18)

### دول المحور

#### طيارون ابطال ألمان
| الاسم                                    | البلد   | القوات المسلحة | عدد الانتصارات | ملاحظات           |
| ---------------------------------------- | ------- | -------------- | -------------- | ----------------- |
| مانفرد فون ريشتهوفن يسمى بالبارون الأحمر | ألمانيا | لوفتفافه       | 80             | قتل في 21/04/1918 |
| أرناست اودات                             | ألمانيا | لوفتفافه       | 62             |                   |
| اريش لوونهاردت                           | ألمانيا | لوفتفافه       | 53             | قتل في 10/08/1918 |
| جوزاف جاكوبز                             | ألمانيا | لوفتفافه       | 48             |                   |
| وارنار فوس                               | ألمانيا | لوفتفافه       | 48             | قتل في 23/09/1917 |

#### طيارون ابطال نمساويون - مجريون
| الاسم                | البلد  | القوات المسلحة | عدد الانتصارات | ملاحظات           |
| -------------------- | ------ | -------------- | -------------- | ----------------- |
| قودوين بروموسكي      | النمسا |                | 40             |                   |
| جوليوس اريجي         | المجر  |                | 29             |                   |
| فرانك لينكي كراوفورد | المجر  |                | 30             | قتل في 31/07/1918 |
| برونو فيالا          | النمسا |                | 48             |                   |
| جوزاف كيس            | النمسا |                | 19             |                   |

 mueen shawahneh) (النمسا) (16)

### دول الحلفاء

#### طيارون ابطال فرنسيون
| الاسم        | البلد | القوات المسلحة         | عدد الانتصارات | ملاحظات           |
| ------------ | ----- | ---------------------- | -------------- | ----------------- |
| ريني فونك    | فرنسا | القوات الجوية الفرنسية | 75+52 غم       | قتل في 11/09/1917 |
| جورج قاينمار | فرنسا | القوات الجوية الفرنسية | 53+3 غم        |                   |
| شارل نونجاسر | فرنسا | القوات الجوية الفرنسية | 43+11 غم       |                   |
| جورج مادون   | فرنسا | القوات الجوية الفرنسية | 41+64 غم       |                   |
| موريس بويو   | فرنسا | القوات الجوية الفرنسية | 35             |                   |

#### طيارون ابطال من دول الكومنويلث
| الاسم                 | البلد        | القوات المسلحة            | عدد الانتصارات | ملاحظات |
| --------------------- | ------------ | ------------------------- | -------------- | ------- |
| بيلي بيشوب            | كندا         | الوحدات الطائرة الملكية   | 72             |         |
| ادوارد مانوك          | بريطانيا     | الوحدات الطائرة الملكية   | 68             |         |
| رايموند كوليساو       | كندا         | خدمة الجو البحرية الملكية | 62             |         |
| جامس ماك كودن         | بريطانيا     | الوحدات الطائرة الملكية   | 57             |         |
| انتوني بوشامب بروتكتر | جنوب أفريقيا | الوحدات الطائرة الملكية   | 54             |         |

#### طيارون ابطال إيطاليون
| الاسم                  | البلد   | القوات المسلحة   | عدد الانتصارات | ملاحظات           |
| ---------------------- | ------- | ---------------- | -------------- | ----------------- |
| فرانسسكو باراكا        | إيطاليا | ريجيا ايرونوتيكا | 34             | قتل في 19/06/1918 |
| فلافيو باراتشيني       | إيطاليا | ريجيا ايرونوتيكا | 31             |                   |
| سيلفيو سكاروني         | إيطاليا | ريجيا ايرونوتيكا | 26             |                   |
| بيار بيسيو             | إيطاليا | ريجيا ايرونوتيكا | 24             |                   |
| فولكو روفو دي كالابريا | إيطاليا | ريجيا ايرونوتيكا | 20             |                   |

#### طيارون ابطال أمريكيون
يجب الإشارة إلى ان مواطنين أمريكيين خدمو تحت راية الوحدات الطائرة الملكية البريطانية أو ليرونونيك ميليتار الفرنسية، قبل الالتحاق خدمة الطيران لجيش الولايات المتحدة.
| الاسم           | البلد                      | القوات المسلحة                                         | عدد الانتصارات | ملاحظات |
| --------------- | -------------------------- | ------------------------------------------------------ | -------------- | ------- |
| ادوارد ريشنباكر | الولايات المتحدة الأمريكية | خدمة الطيران لجيش الولايات المتحدة                     | 26             |         |
| فريدريك جيلات   | الولايات المتحدة الأمريكية | الوحدات الطائرة الملكية                                | 20             |         |
| هوارد كولبارغ   | الولايات المتحدة الأمريكية | الوحدات الطائرة الملكية                                | 19             |         |
| ويليام لامبرت   | الولايات المتحدة الأمريكية | الوحدات الطائرة الملكية                                | 18             |         |
| فرانك لوك       | الولايات المتحدة الأمريكية | خدمة الطيران لجيش الولايات المتحدة - ليرونونيك ميليتار | 18             |         |

#### طيارون ابطال روس
| الاسم           | البلد | القوات المسلحة                     | عدد الانتصارات | ملاحظات |
| --------------- | ----- | ---------------------------------- | -------------- | ------- |
| الكسندر كازاكوف | روسيا | القوات الجوية الامبراطورية الروسية | 20             |         |
| بول دارقيف      | روسيا | القوات الجوية الامبراطورية الروسية | 15             |         |
| الكسندر سفارسكي | روسيا | القوات الجوية الامبراطورية الروسية | 13             |         |
| ايفان سميرنوف   | روسيا | القوات الجوية الامبراطورية الروسية | 12             |         |
| ميكائيل سافونوف | روسيا | القوات الجوية الامبراطورية الروسية | 11             |         |

## طيارون ابطال من بين الحربين (1919-1939)

### الحرب الأهلية الإسبانية(1936-1939)

#### طيارون ابطالجمهوريون

##### طيارون ابطال إسبان جمهوريون
| الاسم          | البلد   | القوات المسلحة | عدد الانتصارات | ملاحظات |
| -------------- | ------- | -------------- | -------------- | ------- |
| ليوبولدو روبيو | إسبانيا |                | 21             |         |
| اندري لا قالي  | إسبانيا |                | 11             |         |
| خوزي فرناندز   | إسبانيا |                | 10             |         |
| اميليو برافو   | إسبانيا |                | 10             |         |
| ميقال مارتيناز | إسبانيا |                | 10             |         |

##### متطوعون سوفيت
| الاسم           | البلد             | القوات المسلحة | عدد الانتصارات | ملاحظات |
| --------------- | ----------------- | -------------- | -------------- | ------- |
| انتولي سيروف    | الاتحاد السوفياتي |                | 16             |         |
| بافال رايشاقوف  | الاتحاد السوفياتي |                | 15             |         |
| ايفان يرمانكو   | الاتحاد السوفياتي |                | 14             |         |
| فلاديمير بوبروف | الاتحاد السوفياتي |                | 13             |         |
| ايفان لاكييف    | الاتحاد السوفياتي |                | 12             |         |